# Imposeks

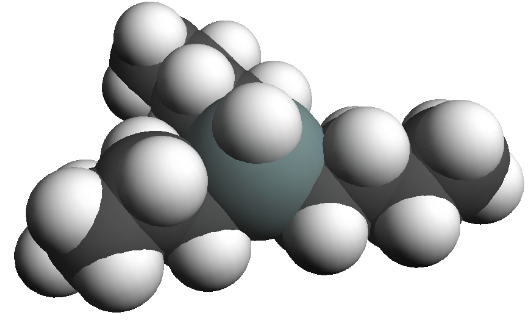
Molecuulmodel van tributyltinhydride, een belangrijke veroorzaker van imposeks.

Imposeks is een bij bepaalde soorten zeeslakken voorkomende afwijking waarbij vrouwelijke dieren onder invloed van gifstoffen mannelijke geslachtskenmerken ontwikkelen. De afwijking, die onder meer voorkomt bij de purperslak (een indicatorsoort voor de Noordzee) en de wulk, veroorzaakt problemen bij de voortplanting van de dieren. Een belangrijke veroorzaker van imposeks is tributyltinhydride (TBT), een organische tinverbinding, die tot enkele jaren geleden veel gebruikt werd in anti-aanslagverf voor schepen. Onderzoek heeft in de afgelopen jaren aangetoond dat ook sommige andere stoffen imposeks kunnen veroorzaken.
Hoewel het NIOZ het verschijnsel wereldwijd heeft vastgesteld op open zee, komt het met name voor in havens en op drukke zeevaartroutes. In de Europese Unie is de verkoop en het gebruik van tributyltinhydridehoudende scheepsverf reeds verboden. In het kader van de Internationale Maritieme Organisatie wordt gewerkt aan een wereldwijd verbod.